# Evora (chi bướm)
Evora là một chi bướm đêm thuộc phân họ Olethreutinae, họ Tortricidae Tortricidae.

## Các loài
- Evora hemidesma (Zeller, 1875)